# Mas del Romuald
El Mas del Romuald és un mas al terme municipal de Cabassers (el Priorat), a la partida de les Vinyes, i a la vora del camí dels Burgans, que estava permanentment habitat en temps passats. Actualment està parcialment derruït.